# Rosalie Fougelberg
Rosalie Ingeborg Karolina Fougelberg (29 décembre 1841 - 8 mai 1911) est connue comme étant la première femme dentiste suédoise depuis que la profession est ouverte aux femmes.
Elle était la fille du dentiste de la Cour royale de Suède et devint l'assistante de son père. En 1861, la profession de dentiste a été légalement ouverte aux femmes. Rosalie Fougelberg a essayé à trois reprises d'obtenir son diplôme de dentiste ; la deuxième fois, elle a été approuvée par les examinateurs médicaux mais pas par le représentant de la dentisterie. Lors de son troisième essai en 1866, l'examen a été supervisé par la presse. Elle fut encore refusée par le Collège des médecins, mais reçut une dispense royale par le monarque, Charles XV. Elle devint donc la première femme dentiste depuis l'ouverture de la profession pour les femmes. Amalia Assur avait été autorisée auparavant à pratiquer dans ce domaine, avant que la profession ne soit officiellement ouverte aux femmes, ayant reçu une autorisation spéciale. Rosalie Fougelberg était la dentiste personnel de la reine, Louise des Pays-Bas de 1867 à 1871, et exerça plus tard à Stockholm (1867 à 1879) et dans la province de Västergötland (1883 à 1893). Elle épousa un missionnaire et émigra à Alexandrie, en Égypte.